# Кравченко, Нина Васильевна

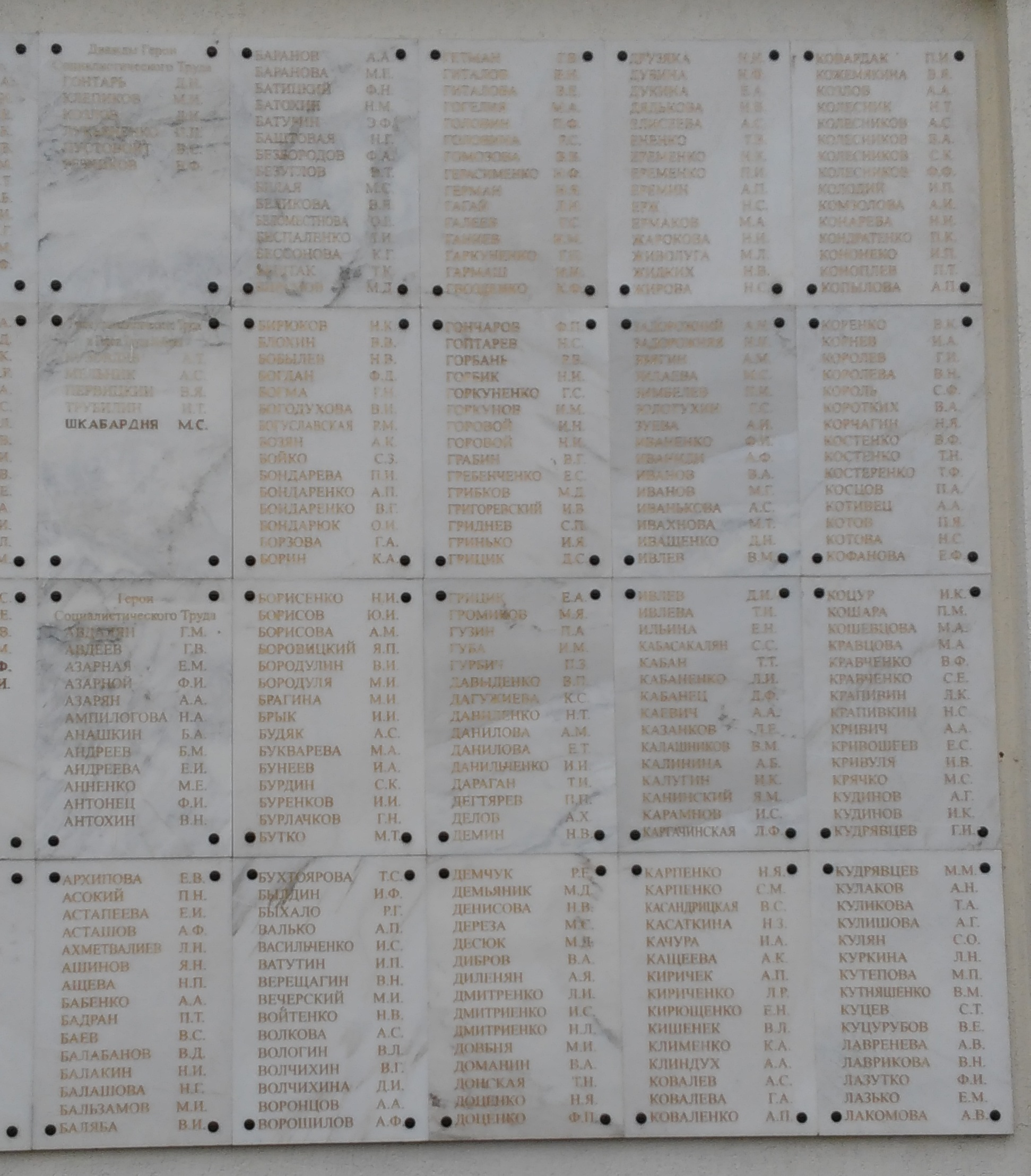
Мемориальная доска с именами Героев Социалистического Труда Кубани и Адыгеи. Краснодар

Нина Васильевна Кравченко (Денисова) (1927—?) — рабочая семеноводческого совхоза «Лабинский» Министерства совхозов СССР, Лабинский район Краснодарского края. Герой Социалистического Труда (06.05.1948).

## Биография
Родилась в 1927 году в селе Горка Волховского района Ленинградской области в семье крестьянина. Русская.
После окончания Великой Отечественной войны работала в полеводческой бригаде кубанского совхоза «Лабинский» и по итогам работы в уборочную страду 1949 года обеспечила получение урожая пшеницы 33,23 центнера с гектара на площади 24,1 гектара.
Указом Президиума Верховного Совета СССР от 17 августа 1950 года за получение высоких урожаев пшеницы и кукурузы в 1949 году рабочей совхоза «Лабинский» Лабинского района Краснодарского края Денисовой Нине Васильевне присвоено звание Героя Социалистического Труда с вручением ордена Ленина и золотой медали «Серп и Молот».
Заслуженный работник сельского хозяйства Кубани (09.01.1996).
Сведений о дальнейшей судьбе Н. В. Кравченко (в замужестве) нет.

## Награды
- Медаль «Серп и Молот» (17.08.1950);
- Орден Ленина (17.08.1950).
- Медаль «В ознаменование 100-летия со дня рождения Владимира Ильича Ленина» (6 апреля 1970)
- Медаль «За доблестный труд в Великой Отечественной войне 1941—1945 гг.»
- и другими
- Отмечена грамотами и дипломами.

## Память
- Имя Героя золотыми буквами вписано на мемориальной доске в Краснодаре.